# 少思寡欲
“少思寡欲”是老子《道德经》第19章的部分内容，全章内容为“絕聖棄智民利百倍絕仁棄義民複孝慈絕巧棄利盜賊無有此三者以為文不足故令有所屬見素抱樸少思寡欲絕學無憂”（原文无句读）。

中国道教太极图（阴阳互动）

## 现代汉语
从全章语言环境看，“少思寡欲”及其后局“绝学无忧”要说明的是，人应该减少私心贪念，摈弃诸如“圣”、“智”、“礼”、“法”文绉绉的词句，才能免于忧患。 

## 第19章诠释
抛弃聪明智巧，对百姓有益；抛弃仁义，可使百姓崇尚孝道；抛弃巧诈和趋利，则盗贼不在。“智”、“仁”、“巧”这三者都是文采性的东西，作为治国纲领则不足。所以要使人们的思想认识有所归属，保持纯洁朴实的本性，使人减少私心贪念，摈弃诸如“圣”、“智”、“礼”、“法”文绉绉的词句，才能免于忧患。 

## 现实影响
老子已经明察到人的本性是自私，并认为自然而然的自私是无错的，但要适可而止，过于自私则非常有害，应当知足，并认为“知足者富”（《道德经》第三十三章：......自胜者强，知足者富......）。
“少思寡欲”是古往今来智者修身养性的至理名言，与其对应且意义相反的就是“贪多求全”。道家认为“少思寡欲”是积极的人生处世，而“贪多求全”容易遭致祸害。

## 延伸阅读
- 老子
- 道德经